# Desa Kalisari (administrativ by i Indonesien, Jawa Tengah, lat -7,15, long 111,42)
Desa Kalisari är en administrativ by i Indonesien.   Den ligger i provinsen Jawa Tengah, i den västra delen av landet, 500 km öster om huvudstaden Jakarta.